# Бхатт, Эла
Эла Рамеш Бхатт (англ. Ela Ramesh Bhatt; 7 сентября 1933, Ахмадабад, Британская Индия — 2 ноября 2022, Ахмадабад, Гуджарат) — индийская социальная предпринимательница, менеджер, организатор кооперативов, чиновник, политик и гандист.
Основала и руководила Ассоциацией занятых собственным делом женщин Индии (SEWA). Состояла в индийском парламенте. Являлась членом группы «Старейшины».

## Биография
Эла Бхатт родилась 7 сентября 1933 года в крупнейшем городе индийского штата Гуджарат — Ахмадабаде.
Её отец Сумантра Бхатт (англ. Sumantrai Bhatt) был успешным адвокатом, мать — Ваналила Вьяс (англ. Vanalila Vyas) — активистка женского движения и секретарь Всеиндийской женской конференции (англ. All India Women's Conference).
Эла была второй из трёх дочерей в семье.
Её детство прошло в городе Сурате на западе Индии, где она с 1940 по 1948 годы обучалась школе для девочек Sarvajanik Girls High School.
Там же в Сурате Эла Бхатт получила в 1952 году степень бакалавра искусств в Южном университете Гуджарата (англ. Veer Narmad South Gujarat University).
Во время обучения она участвовала в качестве волонтёра в переписи населения 1951 года.
В 1954 году получила степень в области индуистского права в Sir L. A. Shah Law College при Университете Гуджарата (англ. Gujarat University) в Ахмадабаде.
После получения степени Бхатт начала карьеру в качестве преподавателя женского университета SNDT Women’s University в Мумбаи.
В 1961 году, после перерыва, вызванного замужеством и рождением детей, Эла вернулась к работе поступив на службу в министерство труда правительства штата Гуджарат, где ей в 1968 году предложили возглавить женское крыло Профсоюза работников текстильной промышленности (англ. Textile Labor Association, TLA).
В связи с этим она отправилась на обучение в израильский Афро-азиатский институт труда и кооперации в Тель-Авиве, который успешно закончила в 1971 году.

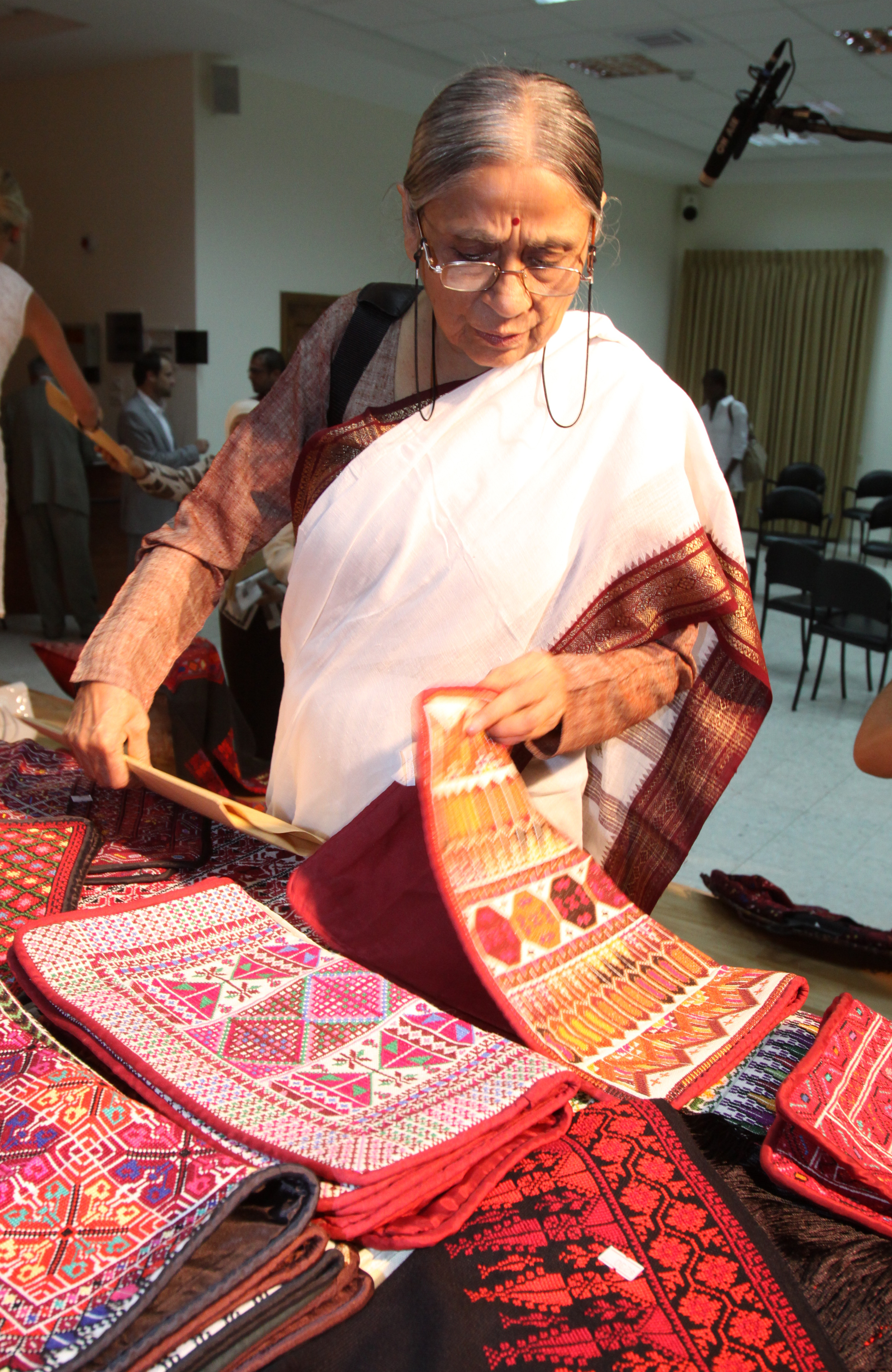
Эла Бхатт в 2009 году

Элу очень огорчал факт, что законодательство не защищало права женщин, работающих на дому, в отличие от занятых таким же трудом на предприятиях.
Для решения этой проблемы она попыталась объединить женщин в рамках Профсоюза работников текстильной промышленности при поддержке её президента Арвинда Баша (англ. Arvind Buch), а в 1972 году создала Ассоциацию занятых собственным делом женщин.
Арвинд Баш стал президентом новой Ассоциации, а Эла Бхатта её генеральным секретарём с 1972 по 1996 годы.
В 1979 году, совместно с Эстер Оклоо (англ. Esther Afua Ocloo) и Микаэлой Уолш стала основательницей некоммерческой организации Всемирный женский банк.
В 1983 по 1988 годы (по другим данным с 1986 по 1989) Бхатт была членом верхней палаты индийского парламента.
18 июля 2007 года в Йоханнесбурге (ЮАР) Нельсон Мандела, Граса Машел и Десмонд Туту создали группу «Старейшины», куда пригласили, в том числе, и Элу Бхатт.
Скончалась 2 ноября 2022 года.

## Награды и премии
- 1977 — Премия Рамона Магсайсая[12].

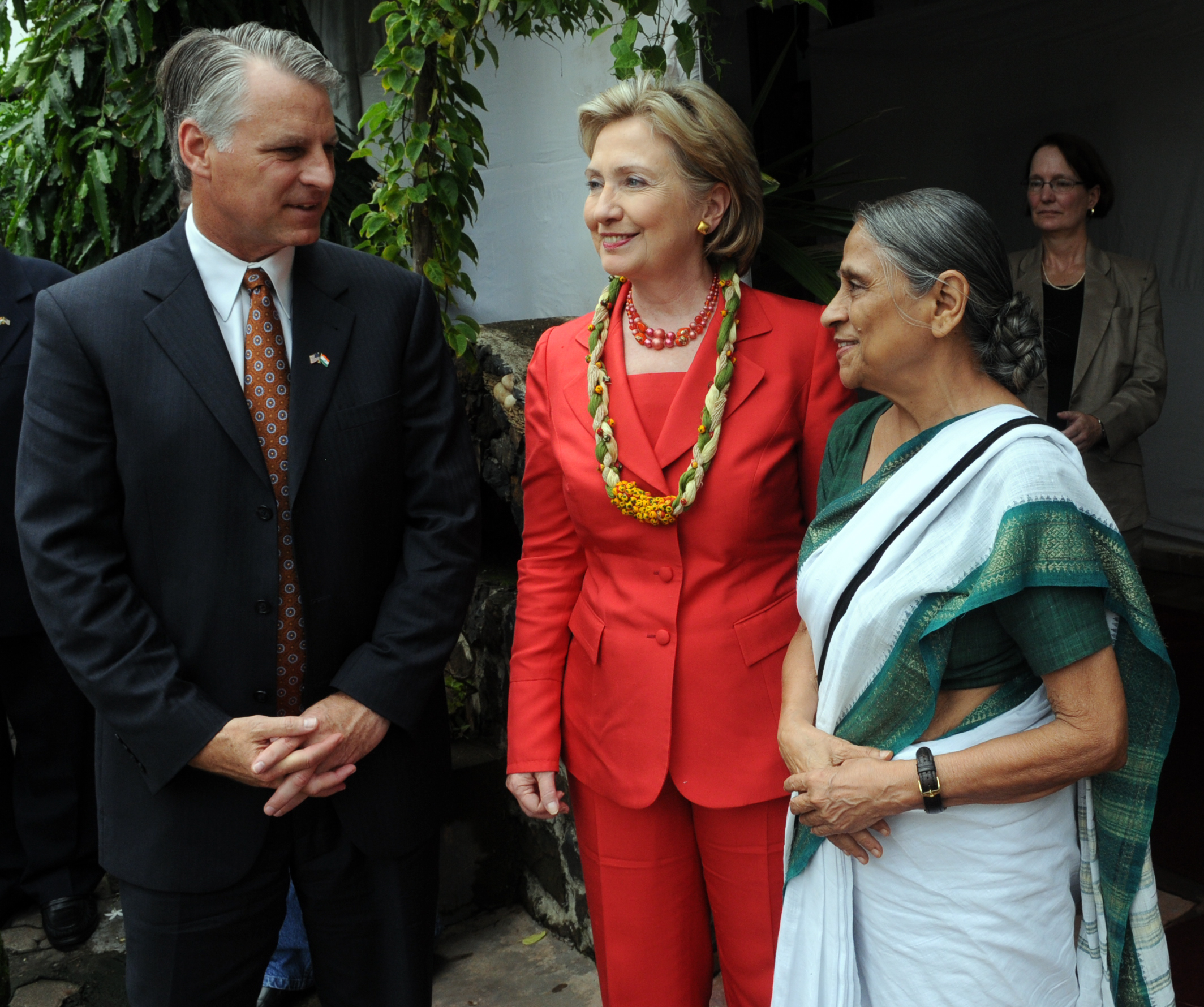
Основатель SEWA Эла Бхатт с госсекретарём США Хиллари Клинтон и послом США в 2009 году

- 1982 — Премия Сьюзен Б. Энтони за национальную интеграцию.
- 1984 — Премия «За правильный образ жизни»[13].
- 1985 — Падма Шри[14].
- 1986 — Падма Бхушан[14].
- 1993 — Почётный доктор Haverford College[15].
- 1994 — Гуманитарная премия CARE[16].
- 1994 — Почётный доктор Темпльского университета[17].
- 1996 — Vishwa Gurjari[16].
- 2000 — Азиатская общественная премия[16].
- 2001 — Почётный доктор Гарвардского университета[18].
- 2002 — Почётный доктор Йельского университета[19].
- 2003 — Международный герой здравоохранения[20].
- 2003 — Премия д-ра В. Кришнамурти[16][21].
- 2004 — Премия Лал Бахадур Шастри[22].
- 2004 — Lakshmipat Singhania[23].
- 2005 — Глобальная премия женского лидерства[24].
- 2006 — офицер ордена Почётного легиона[25].
- 2006 — Indiantelevision Zee Astitva Avard — Lebenswerk[26].
- 2007 — Почётный доктор Университета Квазулу-Натал[27].
- 2007 — Медаль Уильяма Бентона[28].
- 2007 — Социальный предприниматель года по версии Ernst & Young[29].
- 2008 — Премия L-RAMP[30].
- 2010 — Премия мира Нивано (Премия фонда мира Нивано; англ. Niwano Peace Prize)[7].
- 2010 — Премия Глобальной инициативы за справедливость (Global Fairness Initiative)[4].
- 2011 — Премия мира им. Индиры Ганди[31].
- 2012 — Премия «Четыре свободы» (англ. Four Freedoms Award)[32].

## Личная жизнь
В 1956 году Эла вышла замуж за преподавателя университета Рамеша Бхатта. У них родилось двое детей: Амимайи (англ. Amimayi; 1958) и Михир (англ. Mihir; 1959).